# Hans Adolf von Brockdorff
Hans Adolf Graf von Brockdorff (* 7. April 1805 in Glückstadt; † 1. Juli 1870 in Freiburg im Breisgau) war ein holsteinischer Rittergutsbesitzer und dänischer Verwaltungs- und Hofbeamter.

## Leben
Hans Adolf von Brockdorff wurde als Sohn des dänisch-schleswig-holsteinischen Juristen und Staatsmannes Cay Lorenz von Brockdorff (1766–1840) und dessen Ehefrau Berta von Raben (1780–1831) geboren. Er studierte an der Georg-August-Universität Göttingen und der Ruprecht-Karls-Universität Heidelberg Rechtswissenschaft. 1824 wurde er Mitglied des Corps Holsatia Göttingen und des Corps Holsatia Heidelberg. Nach dem Studium wurde er Erbherr auf Sarlhusen. Er war königlich dänischer Kammerherr, Landrat und Amtmann in Neumünster. 1852 wurde er aus dem Staatsdienst entlassen, weil er in Neumünster Teilnehmer einer Honoratiorenveranstaltung war, die dem dänischen König das Misstrauen aussprach. Die Deutsche Kanzlei (Kopenhagen) hatte sich für eine mildere disziplinarische Sanktion eingesetzt.
Er heiratete am 22. Juli 1840 seine erste Frau Luise Caroline Christiane von Buchwald (1816–1850) aus dem Haus Fresenburg. Am 28. Oktober 1854 heiratete er seine zweite Frau Emma Freiin von Sternenfels (1826–1855), die schon im Jahr darauf starb.
Nachkommen aus erster Ehe:
- Cay Lorenz von Brockdorff (1844–1921)
- Sophie Friederike Wilhelmine von Brockdorff (1846–1927), verheiratet mit George John Malcolm